# Lanzendorf (Gemeinde Böheimkirchen)
Lanzendorf ist eine Ortschaft und als Lanzendorf bei Böheimkirchen eine Katastralgemeinde in der Marktgemeinde Böheimkirchen, Niederösterreich. Am 1. Jänner 2024 zählte die Ortschaft 152 Einwohner.

## Geografie
Das Dorf Lanzendorf befindet sich zwei Kilometer östlich von Böheimkirchen, knapp südlich von Hinterberg und ist über die von der Landesstraße L129 abzweigenden L5079 erreichbar.

## Geschichte
Im Franziszeischen Kataster von 1821 ist Lanzendorf als Straßendorf mit mehreren kleinen Gehöften und einem großen Anwesen im westlichen Ortsteil verzeichnet.
Laut Adressbuch von Österreich waren im Jahr 1938 in Lanzendorf zwei Gastwirte, ein Gemischtwarenhändler, eine Milchgenossenschaft, ein Schmied und einige Landwirte ansässig.

## Architektur
Im Osten der Ortschaft steht die spätromanisch/frühgotische Filialkirche Lanzendorf. Die auf einer Wiese freistehende Kirche hat einen markanten schiefstehenden Turm und wurde im 13. Jahrhundert errichtet.